# Ciclismo nos Jogos Paralímpicos de Verão de 2012 - Corrida mista em estrada
A corrida mista em estrada do Ciclismo nos Jogos Paralímpicos de Verão de 2012 foi disputada no dia 8 de setembro no Circuito de Brands Hatch em Kent, Grã-Bretanha. Apenas um evento foi disputado, por ciclistas de ambos os sexos e da classe T1 ou T2.

## Medalhistas
| Ouro   | GBR David Stone     |
| Prata  | ITA Giorgio Farroni |
| Bronze | CZE David Vondráček |

## Resultados
| Pos.              | Atleta                   | Classe/Gênero | Tempo   |
| ----------------- | ------------------------ | ------------- | ------- |
| Medalha de ouro   | GBR David Stone          | T2/M          | 45:17   |
| Medalha de prata  | ITA Giorgio Farroni      | T2/M          | 45:24   |
| Medalha de bronze | CZE David Vondráček      | T2/M          | 48:34   |
| 4                 | RSA Gerhard Viljoen      | T2/M          | 48:37   |
| 5                 | USA Steven Peace         | T2/M          | 49:16   |
| 6                 | AUT Helmut Winterleitner | T2/M          | 50:04   |
| 7                 | AUS Carol Cooke          | T2/F          | 51:22   |
| 8                 | GRE Stamatios Kotzias    | T2/M          | 54:10   |
| 9                 | FRA Quentin Aubague      | T1/M          | 58:12   |
| 10                | RSA Madre Carinus        | T2/F          | 1:00:00 |
| 11                | CZE Lenka Kadetová       | T2/F          | 1:03:21 |
| 12                | CRO Mario Alilović       | T1/M          | 1:07:44 |
| 13                | ESP Aitor Oroza Flores   | T1/M          | 1:07:57 |
| 99 !              | CAN Shelley Gautier      | T1/F          | LAP     |
| 99 !              | SVK Simona Matickova     | T1/F          | LAP     |
| 99 !              | COL Nestor Ayala Ayala   | T2/M          | DNF     |
| 99 !              | GER Hans-Peter Durst     | T2/M          | DNF     |
| 99 !              | DEN Alan Schmidt         | T1/M          | DNF     |
| 99 !              | CAN Marie-Eve Croteau    | T2/F          | DNS     |